# Свечные щипцы

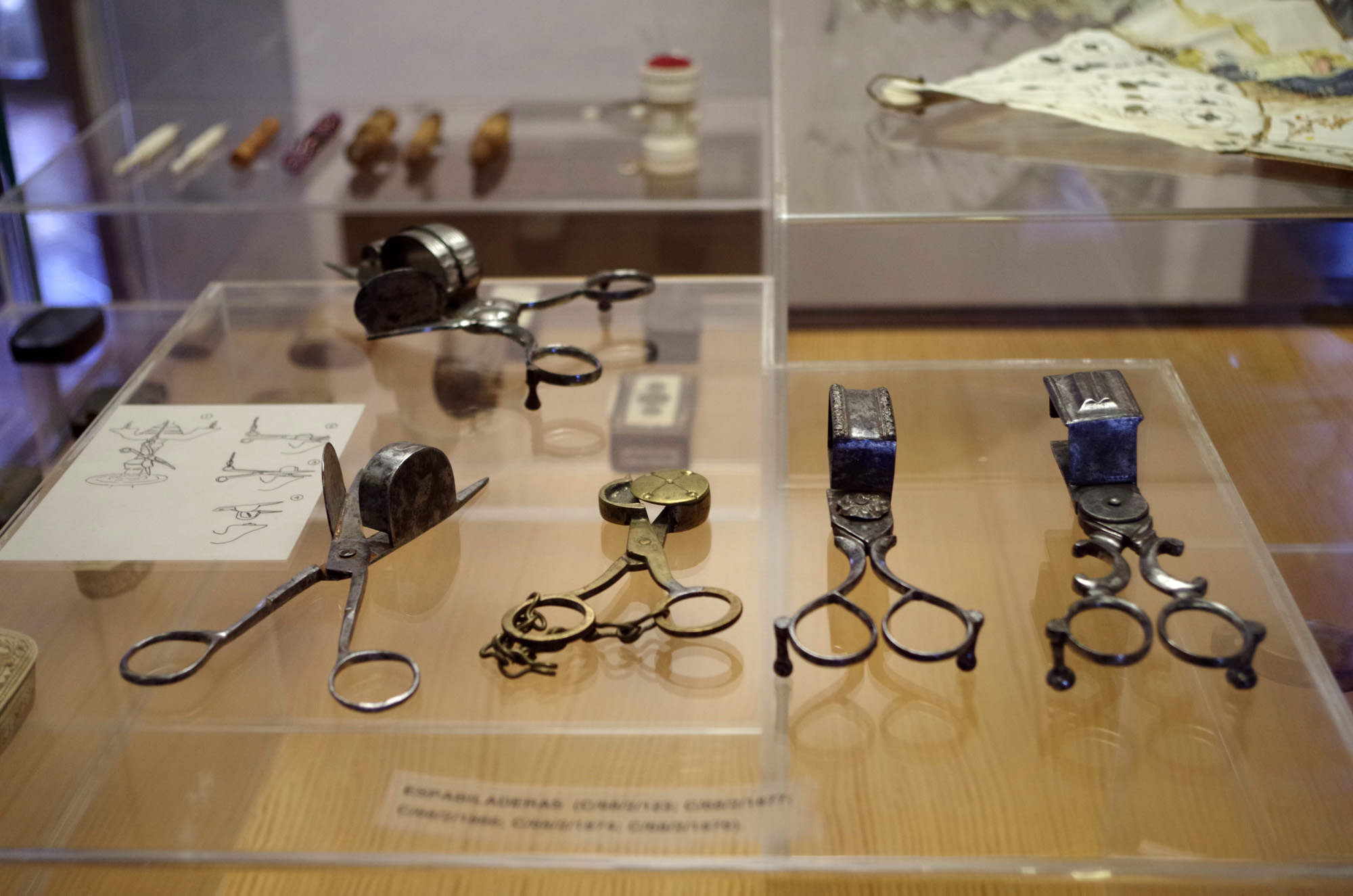
Варианты свечных щипцов

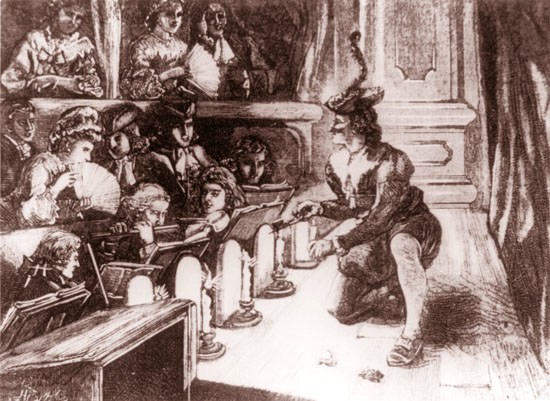
Уход за свечами в театре XVIII века

Свечные щипцы (съёмцы) — металлическое приспособление, которое используется для снятия нагара, поправления пламени свечи или подрезки фитиля. Золотые свечные щипцы и лоток упоминаются уже в Ветхом Завете (Исх. 25:38) как принадлежности меноры.
Щипцы для свеч часто можно увидеть на полотнах XVII века в жанре vanitas — как напоминание о бренности человеческого существования. В «Тарасе Бульбе» упоминается «медный светильник на тонкой высокой ножке, с висевшими вокруг её на цепочках щипцами, шпилькой для поправления огня и гасильником».
Свечные щипцы продавались вместе со свечами. По сообщению Шрётера (1772), все слуги в дворянских домах должны были иметь при себе щипцы для снятия нагара. Во избежание пожаров в придворных залах, театрах, храмах 1-й половины XIX века за состоянием свечей следили сотни специальных слуг, оснащённых щипцами и гасильниками. На дурно организованном балу, где пренебрегали их услугами, 
с люстр струился дождь растопленного воска, и смешно было видеть, как люди, которым на лицо или на плечи падала эта жгучая роса, подпрыгивали, делая страшные гримасы.
Съёмцам посвящена ода екатерининских времён «Щипцы», которую иногда приписывают Денису Фонвизину. Герой оды всё проиграл в карты. От него ушла возлюбленная, его имущество, вплоть до подсвечников, продано за долги. Он предаётся размышлениям, сидя за столом, на котором лежат свечные щипцы, — единственная вещь, оставшаяся в доме. Остроумно пародируя стихотворные произведения Ломоносова, автор описывает долгий путь щипцов от железной руды из недр Земли до стола проигравшегося картёжника.